# Agarwalia terricola
Agarwalia terricola är en svampart som beskrevs av D.P. Tiwari & P.D. Agrawal 1974. Agarwalia terricola ingår i släktet Agarwalia, divisionen sporsäcksvampar och riket svampar.   Inga underarter finns listade i Catalogue of Life.